# Родохрозит

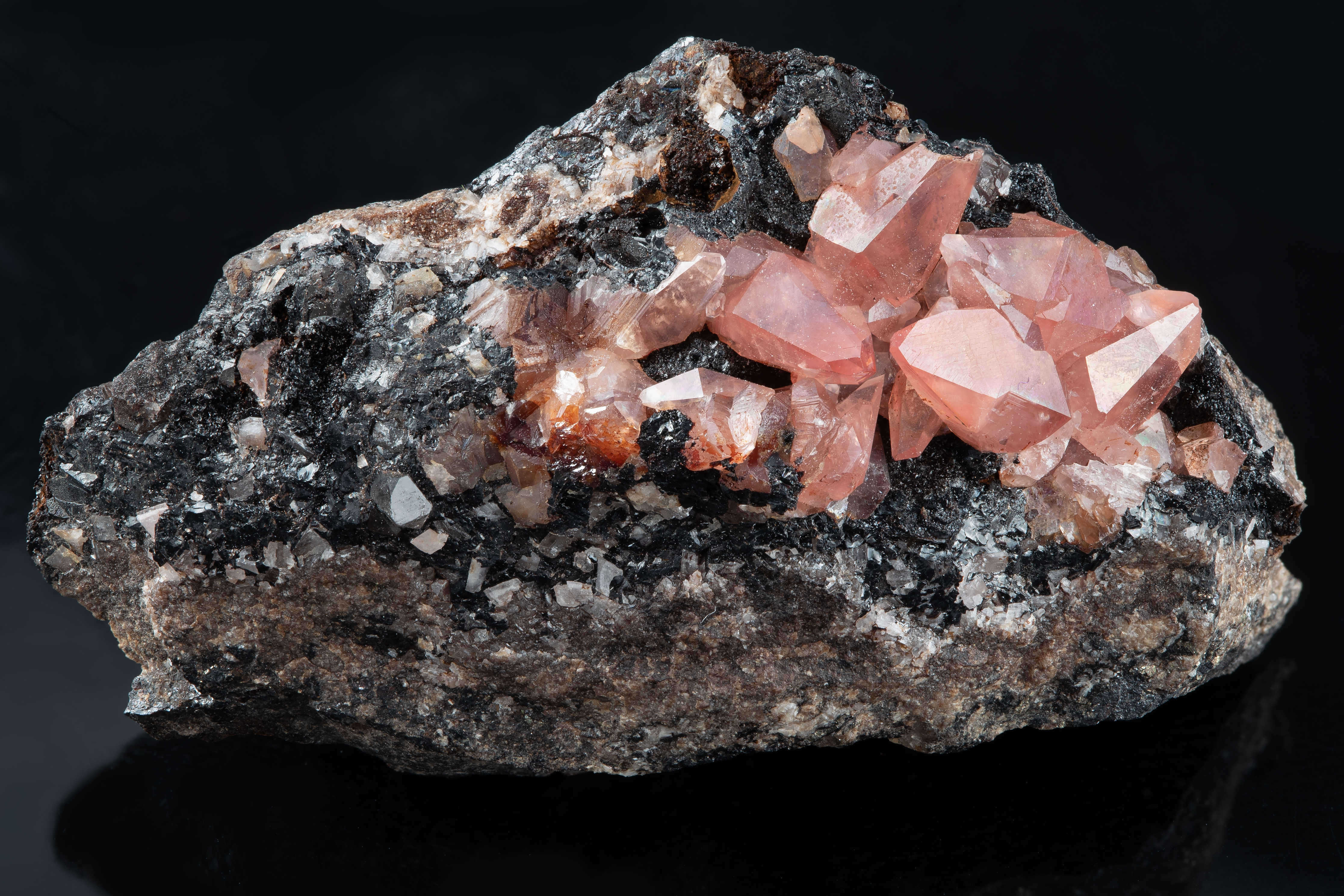

Родохрози́т (от др.-греч. ῥόδον — роза и χρῶσις — окраска), марганцевый шпат, малиновый шпат — рудообразующий минерал MnCO3.
Минерал также известен как роза инков.

## Свойства
Существуют изоморфные ряды MnCO3 — СаCO3 и MnCO3 — FeCO3. Марганец частично замещается магнием и цинком. Железосодержащие разновидности: понит и феррородохрозит. Сингония тригональная. Кристаллы толстотаблитчатые, призматические, ромбоэдрические, скаленоэдрические. Двойники по {0112} редки. Спайность совершенная по {1011}. Агрегаты: зернистые, плотные, столбчатые, шаровидные, скорлуповатые, корки. Цвет: розовый, красный, желтовато-серый, коричневый. Блеск стеклянный. Твёрдость 3,5-4. Удельный вес 3,7.

## Генезис
1. Гидротермальный минерал средне- и низкотемпературных месторождений свинца, цинка, серебра и меди, в ассоциации с сидеритом, флюоритом, баритом, алабандином и др. Встречается в высокотемпературных месторождениях с родонитом, гранатом, брайнитом, тефроитом и в пегматитах с литиофиллитом.
2. В осадочных марганцевых месторождениях ассоциирует с марказитом, кальцитом, опалом и др. В этом случае имеет промышленную ценность.
3. В коре выветривания марганцевых и железо-марганцевых месторождений.
4. В метаморфизованных первично-осадочных марганцевых месторождениях.

## Применение
Является сырьём для выплавки ферромарганца. Также используется для подшихтовки для выплавки чугуна и стали. применяется в химической промышленности.
Иногда используется в качестве декоративного камня, в ювелирном деле. Ограниченное использование вызвано совершенной спайностью минерала, из-за которой он практически не поддаётся обработке.